# Sandie Richards
Alexandra Angela »Sandie« Richards, jamajška atletinja, * 6. november 1968, Clarendon Park, Jamajka.
Nastopila je na poletnih olimpijskih igrah v letih 1988, 1992, 1996, 2000 in 2004, osvojila je srebrno in bronasto medaljo v štafeti 4x400 m, ob tem še četrto in dve peti mesti v isti disciplini ter dve sedmi mesti v teku na 400 m. Na svetovnih prvenstvih je osvojila zlato in dve bronasti medalji v štafeti 4x400 m ter srebrno in bronasto medaljo v teku na 400 m, na svetovnih dvoranskih prvenstvih pa dve zlati in srebrni medalji v teku na 400 m ter zlato in dve srebrni medalji v štafeti 4x400 m.